# Яунмарупе
Яунма́рупе (латыш. Jaunmārupe) — населённый пункт («крупное село», латыш. lielciems) в центральной части Латвии, расположенный в Марупском крае. До 1 июля 2009 года входил в состав Рижского района. Находится на берегу небольшой реки Нериня, на месте пересечения дорог A5 и P132, в 7 километрах от краевого центра города Марупе, что на самой границе с городом Ригой.

## История
Поселение возникло в 1979 году к северу от центральной усадьбы бывшего колхоза «Марупе» на земельном участке, некогда принадлежавшем усадьбе Шварцениеки. Старая часть посёлка была застроена малоэтажными домами из красного кирпича, возведёнными по проекту архитектора А. Скуини. Другая его часть была отдана под индивидуальную коттеджную застройку.
В Яунмарупе находятся: Природный парк, Яунмарупская начальная школа, Марупская музыкальная школа, Марупская художественная школа, Мазциенская библиотека, детский сад, частная спортивная школа (теннисный класс), тепличное хозяйство.
В рамках строительства железнодорожной линии Rail Baltica планируется сооружение станции Яунмарупе.